# یعلی بن امیه
یعلیٰ بن اُمَیِّه با کُنیهٔ ابوخالد (?-۶۵۷) که همچنین یعلیٰ بن مُنیّه نیز نامیده می‌شد، از صحابه بود. نخست هم‌پیمان قریش در جاهلیت بود و پس از فتح مکه مسلمان شد. در غزوه حنین طائف و تبوک شرکت داشت. از سوی عمر، خلیفهٔ دوم بر برخی مناطق یمن، حکومت کرد. در نبرد صفین همراه علی بن ابی‌طالب و در همان نبرد کشته شد.